# Ruta 303 (Costa Rica)
La Ruta 303, oficialmente Ruta Nacional Terciaria 303, es una ruta nacional de Costa Rica ubicada en la provincia de San José.

## Descripción
En la provincia de San José, la ruta atraviesa el cantón de Tarrazú (los distritos de San Marcos, San Lorenzo, San Carlos).